# Centro artístico de Christchurch

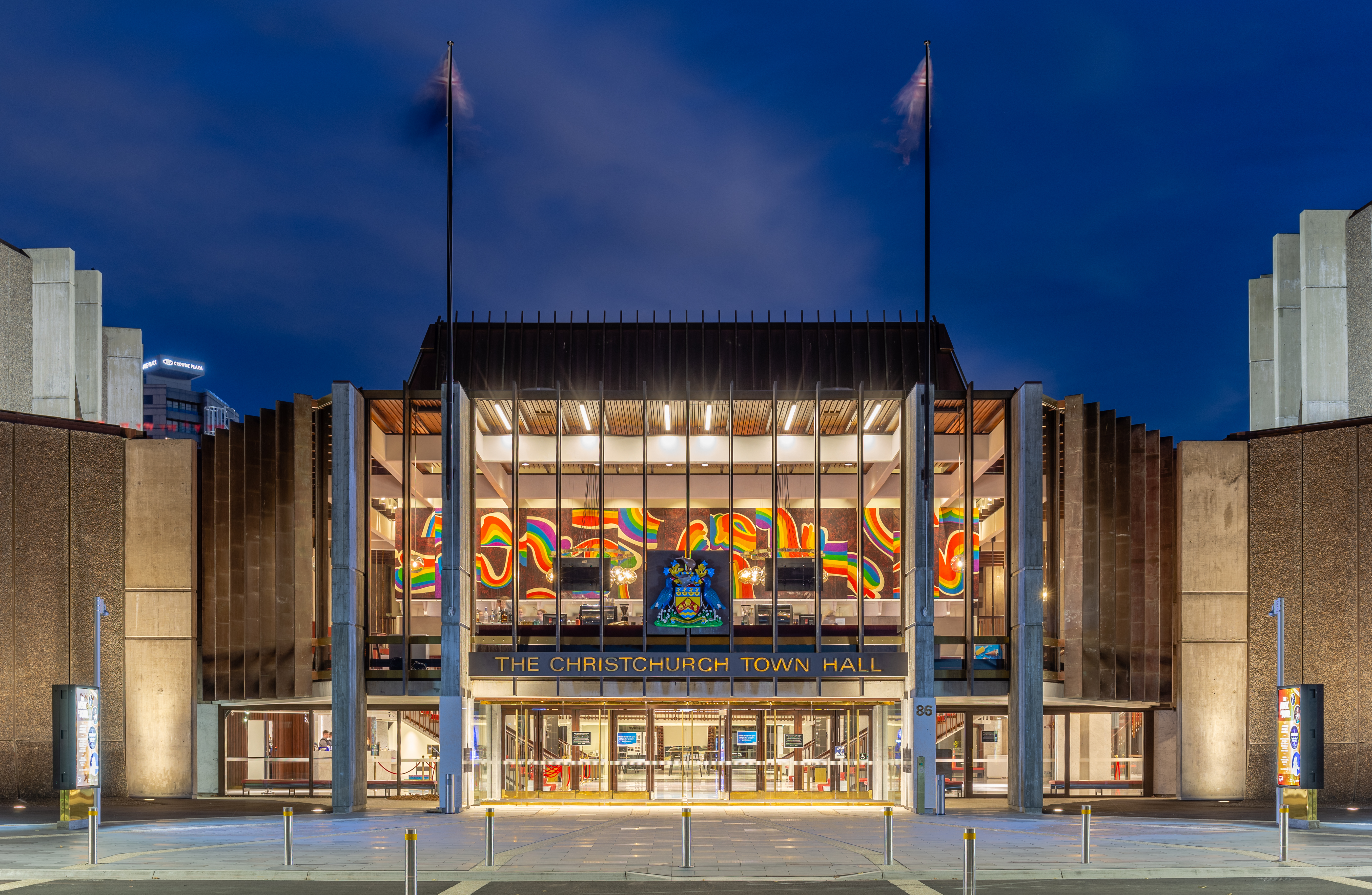
Fachada del edificio Centro artístico de Christchurch, con diversos importantes elementos verticales.

El Centro artístico de  Christchurch  (en inglés: Christchurch Town Hall of the Performing Arts) fue inaugurado en 1972, y es el principal centro de arte de Christchurch, Nueva Zelanda.  Se encuentra en el distrito central de Christchurch a orillas del río Avon sobre la plaza Victoria, enfrente de la anterior ubicación del Centro de Convenciones de Christchurch el que fuera demolido. A causa de los importantes daños sufridos como consecuencia del terremoto de Christchurch de febrero de 2011, estuvo cerrado hasta 2019. Inicialmente se había pensado en demoler todo el conjunto con excepción del auditorio principal pero en una reunión en noviembre del 2012, los concejales votaron reconstruir todo el edificio.

## Descripción
El Centro artístico de Christchurch fue diseñado para permitir llevar a cabo un amplio espectro de actividades incluyendo conciertos de orquestas y recitales, opera, ballet y producciones de teatro, comedias musicales, variedades y conciertos de folclore, rock y jazz, convenciones y conferencias. Fue diseñado por los arquitectos Miles Warren y Maurice Mahoney con asistencia acústica de Harold Marshall.
En el Centro se realizan numerosas funciones cívicas, eventos culturales y comerciales locales, shows, y conciertos.  El mismo es la base de la Orquesta sinfónica de Christchurch, el Coro de la ciudad de Christchurch y varios otros grupos amateur de teatro.
El Centro posee un auditorio con capacidad para 2,500 personas sentadas el cual se destaca por la calidad de su acústica, además de alojar al teatro James Hay con capacidad para 1,000 personas.  El complejo también incluye varias otras salas que complementan el Centro de Convenciones de Christchurch, pero la sala que se encontraba enfrente en la otra vereda de la calle Kilmore fue demolida en el 2012.
El órgano Rieger se encuentra ubicado en el Auditorio, siendo su curador el organista de conciertos Martin Setchell.
El Centro posee varias otras salas, la Sala Limes, la Sala Cambridge y dos Salas de Conferencias las cuales son utilizadas para diversas funciones y conferencias.